# جیمز کوینسی
جیمز کوینسی (انگلیسی: James Quincey؛ زادهٔ ۸ ژانویهٔ ۱۹۶۵) کارآفرین و مدیر ارشد اجرایی اهل بریتانیا است، که هم‌اکنون بعنوان مدیرعامل شرکت کوکاکولا فعالیت می‌کند.